# Джонсон, Ричард Вудхауз
Ричард Вудхауз Джонсон (англ. Richard W. Johnson) (27 февраля 1827 — 21 апреля 1877) — американский кадровый офицер, выпускник Вест-Пойнта, который служил в Техасе, участвовал в войнах с команчами, а в 1861 году получил звание бригадного генерала и прошёл многие сражения на западе, командуя дивизией, а в 1866 году покинул регулярную армию. и некоторое время преподавал военное дело в Университете Миссури. Известен так же как автор мемуаров A Soldier's Reminiscences in Peace and War.

## Ранние годы
Джонсон родился в Смитленде, Кентукки, в семье Джеймса Джонсона (1785–1837) и Луизы Хармон Джонсон (1790–1837). В 1844 году он поступил в военную академию Вест-Пойнт, и окончил её 30-м по успеваемости в выпуске 1849 года. Он был определён в 6-й пехотный полк во временном звании второго лейтенанта. Он служил в форте Снеллинг в Миннесоте (1849-1851), потом в форте Дункан в Техасе (1851), потом в форте Террет (1852-1853) и снова в форте Дункан (1853-1855), выполняя обязанности адъютанта 1-го пехотного полка и квартирмейстера 2-го кавалерийского полка. 3 марта 1855 года он стал первым лейтенантом 2-го кавалерийского полка. В 1856 году он служил в форте Мейсон и участвовал в войнах с команчами. 1 декабря 1856 года он стал капитаном 2-го кавалерийского полка. В 1861 году он служил при кавалерийской школе в Карлайле, Пенсильвания.